# Franculino Gluda Djú
Franculino Gluda Djú, noto semplicemente come  Franculino (Bissau, 28 giugno 2004), è un calciatore guineense, attaccante del Midtjylland e della nazionale guineense.

## Caratteristiche tecniche
È un attaccante che ricopre il ruolo di ala sinistra.

## Carriera

### Club
Dopo aver giocato nelle giovanili del Benfica, con cui ha vinto l'UEFA Youth League nel 2022, nell'estate 2023 passa al Midtjylland vincendo subito il campionato danese. Il 13 agosto esordisce coi i danesi nella vittoria per 2-1 contro il Vejle, 4 giorni dopo esordisce nella Conference League segnando una tripletta all'Omonia.

### Nazionale
L'11 settembre 2023 esordisce con la Guinea-Bissau, segnando la rete del definitivo 2-1 contro Sierra Leone valida per le qualificazioni alla Coppa delle nazioni africane 2023.

## Statistiche

### Presenze e reti nei club
Statistiche aggiornate all'11 settembre 2023.
| Stagione        | Squadra         | Campionato      | Campionato | Campionato | Coppe nazionali | Coppe nazionali | Coppe nazionali | Coppe continentali | Coppe continentali | Coppe continentali | Altre competizioni | Altre competizioni | Altre competizioni | Totale | Totale | Totale |
| Stagione        | Squadra         | Comp            | Pres       | Reti       | Comp            | Pres            | Reti            | Comp               | Pres               | Reti               | Comp               | Pres               | Reti               | Pres   | Reti   |        |
| --------------- | --------------- | --------------- | ---------- | ---------- | --------------- | --------------- | --------------- | ------------------ | ------------------ | ------------------ | ------------------ | ------------------ | ------------------ | ------ | ------ | ------ |
| 2023-2024       | Midtjylland     | SL              | 27         | 11         | CD              | 2               | 1               | UECL               | 3                  | 5                  |                    | -                  | -                  | 32     | 17     |        |
| 2024-2025       | Midtjylland     | SL              | 13         | 5          | CD              | 1               | 1               | UCL+UEL            | 6+4                | 3+1                | -                  | -                  | -                  | 24     | 10     |        |
| Totale carriera | Totale carriera | Totale carriera | 40         | 16         |                 | 3               | 2               |                    | 13                 | 9                  |                    | -                  | -                  | 56     | 27     |        |

### Cronologia presenze e reti in nazionale
| Cronologia completa delle presenze e delle reti in nazionale ― Guinea-Bissau | Cronologia completa delle presenze e delle reti in nazionale ― Guinea-Bissau | Cronologia completa delle presenze e delle reti in nazionale ― Guinea-Bissau | Cronologia completa delle presenze e delle reti in nazionale ― Guinea-Bissau | Cronologia completa delle presenze e delle reti in nazionale ― Guinea-Bissau | Cronologia completa delle presenze e delle reti in nazionale ― Guinea-Bissau | Cronologia completa delle presenze e delle reti in nazionale ― Guinea-Bissau | Cronologia completa delle presenze e delle reti in nazionale ― Guinea-Bissau |
| Data                                                                         | Città                                                                        | In casa                                                                      | Risultato                                                                    | Ospiti                                                                       | Competizione                                                                 | Reti                                                                         | Note                                                                         |
| ---------------------------------------------------------------------------- | ---------------------------------------------------------------------------- | ---------------------------------------------------------------------------- | ---------------------------------------------------------------------------- | ---------------------------------------------------------------------------- | ---------------------------------------------------------------------------- | ---------------------------------------------------------------------------- | ---------------------------------------------------------------------------- |
| 11-9-2023                                                                    | Bissau                                                                       | Guinea-Bissau                                                                | 2 – 1                                                                        | Sierra Leone                                                                 | Qual. Coppa d'Africa 2023                                                    | 1                                                                            |                                                                              |
| 17-11-2023                                                                   | Marrakech                                                                    | Burkina Faso                                                                 | 1 – 1                                                                        | Guinea-Bissau                                                                | Qual. Mondiali 2026                                                          | -                                                                            | 83’                                                                          |
| 20-11-2023                                                                   | Il Cairo                                                                     | Gibuti                                                                       | 0 – 1                                                                        | Guinea-Bissau                                                                | Qual. Mondiali 2026                                                          | -                                                                            | 46’ 84’                                                                      |
| 13-1-2024                                                                    | Abidjan                                                                      | Costa d'Avorio                                                               | 2 – 0                                                                        | Guinea-Bissau                                                                | Coppa d'Africa 2023 - 1º turno                                               | -                                                                            | 67’                                                                          |
| 18-1-2024                                                                    | Abidjan                                                                      | Guinea Equatoriale                                                           | 4 – 2                                                                        | Guinea-Bissau                                                                | Coppa d'Africa 2023 - 1º turno                                               | -                                                                            | 77’                                                                          |
| 22-1-2024                                                                    | Abidjan                                                                      | Guinea-Bissau                                                                | 0 – 1                                                                        | Nigeria                                                                      | Coppa d'Africa 2023 - 1º turno                                               | -                                                                            | 46’                                                                          |
| 22-3-2024                                                                    | Tétouan                                                                      | Sudan                                                                        | 1 – 0                                                                        | Guinea-Bissau                                                                | Amichevole                                                                   | -                                                                            | 68’                                                                          |
| 25-3-2024                                                                    | Tétouan                                                                      | Sudan                                                                        | 1 – 2                                                                        | Guinea-Bissau                                                                | Amichevole                                                                   | -                                                                            | 84’                                                                          |
| 6-6-2024                                                                     | Bissau                                                                       | Guinea-Bissau                                                                | 0 – 0                                                                        | Etiopia                                                                      | Qual. Mondiali 2026                                                          | -                                                                            | 87’                                                                          |
| 10-6-2024                                                                    | Bissau                                                                       | Guinea-Bissau                                                                | 1 – 1                                                                        | Egitto                                                                       | Qual. Mondiali 2026                                                          | -                                                                            | 66’ 71’                                                                      |
| 5-9-2024                                                                     | Bissau                                                                       | Guinea-Bissau                                                                | 1 – 0                                                                        | eSwatini                                                                     | Qual. Coppa d'Africa 2025                                                    | -                                                                            | 73’                                                                          |
| 10-9-2024                                                                    | Maputo                                                                       | Mozambico                                                                    | 2 – 1                                                                        | Guinea-Bissau                                                                | Qual. Coppa d'Africa 2025                                                    | -                                                                            | 82’                                                                          |
| 15-10-2024                                                                   | Bissau                                                                       | Guinea-Bissau                                                                | 0 – 0                                                                        | Mali                                                                         | Qual. Coppa d'Africa 2025                                                    | -                                                                            | 78’                                                                          |
| 20-3-2025                                                                    | Monrovia                                                                     | Sierra Leone                                                                 | 3 – 1                                                                        | Guinea-Bissau                                                                | Qual. Mondiali 2026                                                          | -                                                                            | 75’                                                                          |
| Totale                                                                       |                                                                              | Presenze                                                                     | 14                                                                           |                                                                              | Reti                                                                         | 1                                                                            |                                                                              |

## Palmares

### Club

#### Competizioni giovanili
- UEFA Youth League: 1

Benfica: 2021-2022

#### Competizioni nazionali
- Campionato danese: 1

Midtjylland: 2023-2024